# Leo Leipziger
Leo Leipziger (* 17. Dezember 1861 in Breslau; † 21. Dezember 1922 in Berlin) war ein deutscher Schriftsteller und Librettist.

## Leben
Nach dem Gymnasiumsbesuch in Berlin studierte er Jura in Leipzig und Heidelberg. Die Anwaltstätigkeit gab er auf, nachdem er 1893 Miteigentümer, 1894 Eigentümer, Leiter und Theaterkritiker der Tageszeitung Das kleine Journal geworden war. 1903 gründete er die liberale Wochenschrift Roland von Berlin. Zusammen mit dem Komponisten Jean Gilbert schrieb er die Operette Fräulein Trallala. Von ihm stammen die Romane Die Ballhaus-Anna (1895) und die Neubearbeitung Mascotte (1920).

## Werke
- Die Ballhaus-Anna. Ein Berliner Sittenroman. Freund & Jeckel, Berlin 1895. Digitalisierung: Zentral- und Landesbibliothek Berlin, 2020. URN urn:nbn:de:kobv:109-1-15423125
- Die neue Moral. Berliner Roman. Berlin, 1898
- Aus einer Närrin Tagebuch. Harmonie, Berlin 1907
- Der Rettungsball. Roland, Berlin 1912
- Rolandlieder 1914–1915. Roland, Berlin, 1915
- Aus eines Narren Tagebuch. Schles. Verlagsanstalt, 1916
- mit Victor Holländer und Alfred Berg: U. A. w. g. : Revue in einem Vorspiel von Viktor Holländer. 3 Bildern u. 1 Nachspiel von Leo Leipziger. Bote & Bock, Berlin, 1919
- Mascotte: Neubearb. d. Romans "Die Ballhaus-Anna". Knoblauch, Berlin, 1920
- Die neuen Linden: Berliner Roman aus den letzten Friedensjahren. Budeju, Berlin, 1920
- Der Berg-Hirsch: Ein Börsen-Roman. Dr. Eysler & Co., Berlin, 1922